# La taronja mecànica (novel·la)
|  | Aquest article tracta sobre la novel·la. Si cerqueu la pel·lícula homònima, vegeu «A Clockwork Orange». |

La taronja mecànica (títol original en anglès: A Clockwork Orange) és una novel·la distòpica de 1962 escrita per Anthony Burgess. Es tracta d'una sàtira que relata una societat futura de la civilització occidental amb una cultura d'extrema rebel·lió i violència juvenil. L'obra explora conceptes com la naturalesa violenta dels éssers humans i el lliure albir.
La novel·la, que fou escrita segons el mateix Burgess en només tres setmanes com un experiment literari, juga amb el llenguatge utilitzant un argot anomenat Nadsat en el que parlen els joves protagonistes. Està narrada en primera persona en el personatge de l'anti-heroi de la narració.
L'obra serví com a base per la pel·lícula homònima de Stanley Kubrick de 1971. L'autor es lamentà que la pel·lícula servís per glorificar el sexe i la violència.
El 1998 fou elegida per l'editorial Modern Library com la número 65 en la llista de les 100 millors obres en anglès del segle xx.

## Traduccions al català
- Pròleg de Quim Monzó. La taronja mecànica. Traducció: Jordi Arbonés Montull.  Grup 62, 20214-05-13 (La Butxaca). ISBN 978-84-9930-846-3.